# Radvánszky László
Radványi és sajókazai Radvánszky László (1701. december 18. – 1759, július 31.) naplóíró, genealógus, teológus, országgyűlési követ.

## Élete
Radványszky János, Rákóczi tanácsosának és Szent-Iványi Anna Máriának fia. Besztercebányán és Pozsonyban Bél Mátyás tanítványa volt, aki később levelei által is nagy hatást gyakorolt a fejlődésére, munkássága irányára. Az 1720-21-es országgyűlésen kiskövet volt[forrás?], 1724-25-ben pedig több időt töltött Bécsben, bátyja György híres házassági perében sollicitálva. 1726-ban az osztrák tartományokban és Velencében tett tanulmányutat. 1730-ban feleségül vett báró Révay Johanna Zsuzsát. A híres 1741-es országgyűlésen «felséges asszonyunk pozsonyi dicsőséges koronáztatásán commissarius és janitor» volt, 1743-ban pedig nagy fénnyel jelent meg Radvánszky Györgygyel és Dénessel Prágában, a Mária Terézia csehországi királlyá való koronázásán. 1745. szeptember 1-én a nádor felszólította Mária Terézia megbízásából, hogy a királynőt kisérje el Frankfurtba, ahol férje császárrá való koronázásában óhajtott részt venni. Hogy e felszólításnak engedett-e, nincsen rá adatunk. Bár családja tekintélye, nagy összeköttetése és tehetsége a közpályán nagy előmenetelt biztosított volna neki, magán életet élt. Még a zólyom vármegyei alispánságot sem vállalata el, mely tisztség családjában mondhatni apáról fiúra szállt. Már gyermekkorában megszerette a tudományokat és 20 éves korában irogatni kezdett és szép könyvtárt gyűjtött, mely különösen a teológiában és históriában kiváló. Ezen könyvtár tanulmányozását és írói munkásságát, gazdasági ügyeit, felsőbb megbízások és országgyűlési követségek meg-megszakították; de azért majd egész életét, úgy anyagi mint szellemi tehetségét irodalmunk és műveltségünk előmozdításának szentelte, mely eléggé kitűnik kora tudósaival és a külföldön tanuló magyar ifjakkal folytatott levelezéséből. Foglalkozott teológiával is, annyira, hogy egyházi férfiak előtt is elismert nagy teológus volt. Nagy szolgálatot tett művelődésünknek az által, hogy a Bohuss-féle, csupán iskolai célra tett nagy alapítvány kezelését elvállalta. Ennek eredménye volt, hogy több mint 200 külföldön tanuló ifjú intézett hozzá leveleket. Maga is, amennyire anyagi viszonyai engedték, családi hagyományai szerint segítette a tanulni vágyó szegény ifjakat és támogatta az írókat is könyveik kiadásában, melynek elismeréséül többen neki ajánlották munkájukat. Első felesége halála után, 1755-ben Szentiványi Anna Máriát vette feleségül.
Segítette Bél Mátyás országleíró munkáját is. A családi levéltár rendezésére szempontokat szerkesztett (Directorium archivi, 1735). Megírta családja történetét (Notitia familiae suae haeredibus Conscripta, 1754), mely irodalmunk első genealógiai munkája és külön értéke, hogy csak hiteles adatokra támaszkodik.
Naplóiban beszámol az országgyűlésekről, az 1726. évi németországi és itáliai útjáról, Mária Terézia 1741-es koronázásáról.